# Bibliotekslederforeningen
Bibliotekschefforeningen (BCF), (tidligere: Bibliotekslederforeningen) blev stiftet 1980 er en forening der samler lederne af de kommunale folkebiblioteker.
Foreningen deltager i den biblioteksfaglige og ledelsesmæssige debat og er repræsenteret i en række udvalg i forskellige kommunale og biblioteksfaglige sammenhænge.